# Abricotine
Die Abricotine wird auch Eau-de-vie d’abricot du Valais genannt und ist ein Obstbrand aus Walliser Aprikosen. Er wird aus der Sorte Luizet hergestellt, da das Klima im Wallis einen guten Anbau dieser Sorte ermöglicht; fast 98 Prozent der Schweizer Aprikosenkulturen befinden sich im Kanton Wallis. Es handelt sich um eine geschützte Herkunftsbezeichnung (Appellation d’Origine Protégée (AOP)).
- Alkoholgehalt: ca. 40 Volumenprozent
- Eigenschaften: starker Geschmack der Frucht und des Destillats, mit einem Hauch bitterer Mandel

Ein gleichnamiges Produkt wurde von der Distillerie P. Garnier im nordfranzösischen Enghien-les-Bains produziert.